# 파울 판 힘스트
파울 판 힘스트(네덜란드어: Paul van Himst, 1943년 10월 2일 ~ )는 벨기에의 전 축구 선수, 전 축구 감독이다. 포지션은 포워드였다. 수없이 반칙을 당했기 때문에, 별명은 잔디 파울(Polle gazon)이다.(polle는 브뤼셀 방언으로 Paul을 뜻하고, gazon은 프랑스어로 잔디이다.)

## 선수 경력
판 힘스트는 1959년부터 RSC 안데를레흐트에서 뛰기 시작하였다. 16년동안 팀에서 뛰며 총 8번의 주필러리그 우승컵을 들어올렸다. 457경기에 나와 233골을 넣은 그는 1975년 다른 브뤼셀 클럽인 RWD 몰렌베이크로 이적하였고, 한 시즌 뒤 2부 리그의 KSC 에인드라흐트 알스트로 팀을 옮긴 후 은퇴하였다.
그는 또한 벨기에 축구 국가대표팀의 일원으로서 활약하기도 했는데, 81경기에 나와 30골을 넣었다. 1960년 10월 19일 스웨덴전에서 국가대표팀 생활을 시작하였다. 1964년 네덜란드와의 경기에서 10명의 RSC 안데를레흐트 동료들과 뛴 적도 있었다.
1970년 FIFA 월드컵에 출전한 벨기에 대표팀의 일원이었으며, UEFA 유로 1972에서 3위를 달성하였다. 그는 또한 총 네 번의 골든슈를 수상하였다.

## 감독 경력
판 힘스트는 은퇴 후 감독이 되어 RSC 안데를레흐트를 지휘하기 시작하였다. 1982-83 시즌 팀을 UEFA컵 우승으로 이끌었고, 1987년 RWD 몰렌베이크를 한 시즌 동안 감독한 후, 1991년부터 벨기에 축구 국가대표팀을 감독하기 시작하였다. 특히 1994년 벨기에를 1994년 FIFA 월드컵에 출전시켰다.

## 기타
1981년 영화 승리의 탈출에 출연하였다. 2003년 벨기에 왕립 축구 협회의 추천으로 UEFA 주빌리 어워드를 수상하였다. 2005년부터 벨기에와 남아프리카 공화국의 비정부 기구인 'Born In Africa'의 대사를 맡았다.

## 수상

### 선수
- 벨기에 1부 : 1961–62, 1963–64, 1964–65, 1965–66, 1966–67, 1967–68, 1971–72, 1973–74
- 벨기에 컵 : 1964–65, 1971–72, 1972–73, 1974–75
- 벨기에 리그컵 : 1973, 1974

### 감독
- 벨기에 1부 : 1984-85
- 벨기에 슈퍼컵 : 1985
- UEFA컵 : 1982-83

### 개인
- 벨기에 골든슈 : 1960, 1961, 1965, 1974
- 벨기에 1부 MVP : 1970-71
- 벨기에 1부 득점왕 : 1963-64, 1965-66, 1967-68
- 유로피언컵 득점왕 : 1966-67
- 인터-시티스 페어스컵 득점왕 : 1969-70
- 벨기에 올해의 감독 : 1982-83
- 벨기에 스포츠 공로상 : 1974
- 벨기에 20세기 최고의 선수 : 1995
- Planète Foot's 역대 50인 : 1996
- UEFA 골든 플레이어 : 2003
- DH 안더레흐트 역대 베스트 : 2020
- 골든슈 역대 베스트 : 2011
- 플라티나 11 : 2003

#### 발롱도르
- 1963 - 11
- 1964 - 5
- 1965 - 4
- 1966 - 18
- 1967 - 20
- 1972 - 11